# Хютблек
Хютблек (нем. Hüttblek) — община в Германии, в земле Шлезвиг-Гольштейн. 
Входит в состав района Зегеберг. Подчиняется управлению Кисдорф.  Население составляет 374 человека (на 31 декабря 2010 года). Занимает площадь 2,75 км².